# Vườn quốc gia Mimosa Rocks

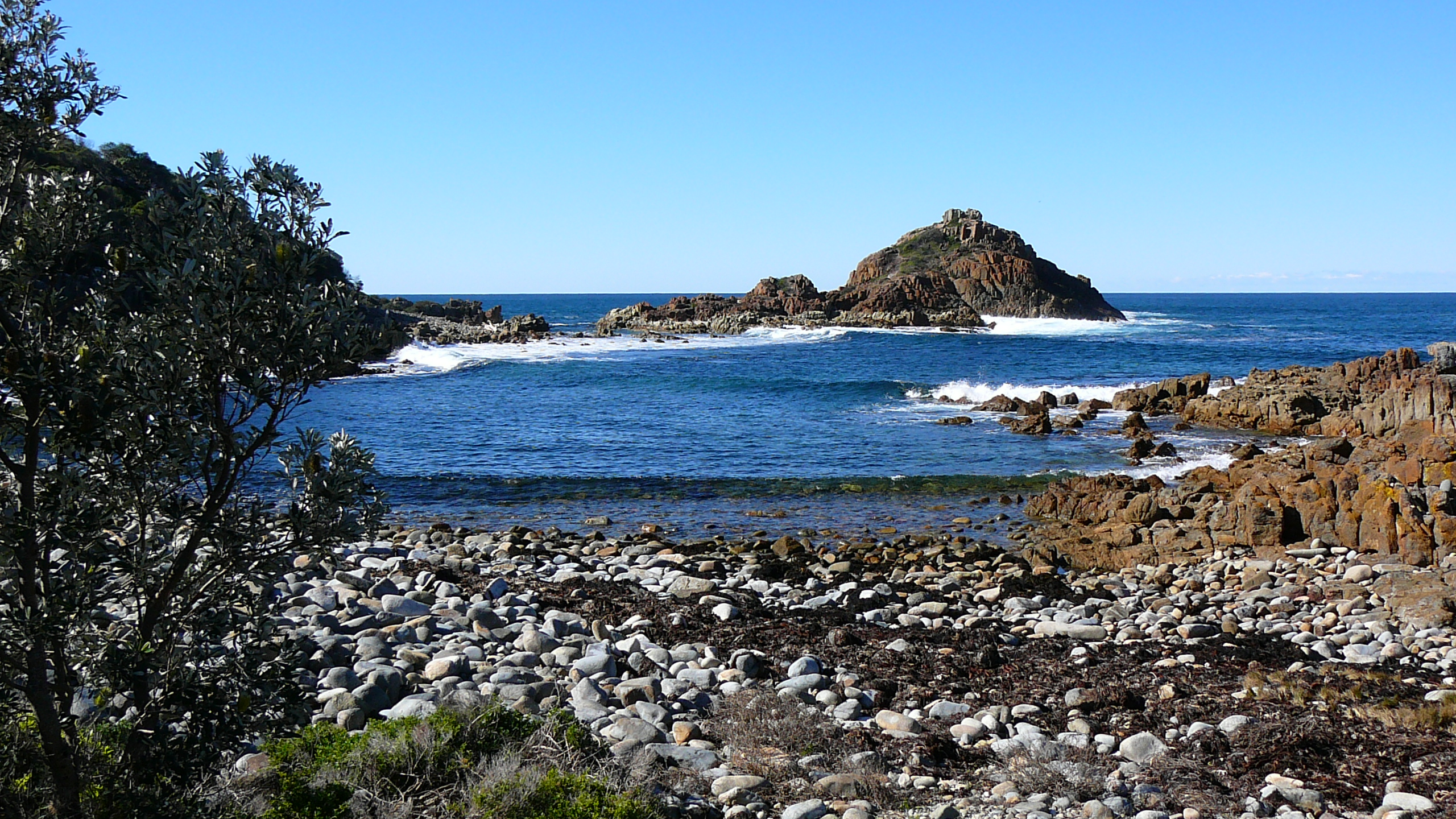

Vườn quốc gia Mimosa Rocks là một vườn quốc gia ở bang New South Wales, Úc, cách thành phố Sydney 329 km về phía tây nam, gần thành phố Tathra và Bermagui.
Vườn quốc gia Mimosa Rocks bắt đầu từ đầu phía bắc của Bãi biển Tathra, chạy lên phía bắc khoảng 16 km. Từ đường chính Tathra-Bermagui, có 5 đường dẫn tới vườn này. Vườn này gần Vườn quốc gia Bournda.